# Lijst van voetbalinterlands Mozambique - Seychellen
Deze lijst van voetbalinterlands is een overzicht van alle officiële voetbalwedstrijden tussen de nationale teams van Mozambique en de Seychellen. De landen speelden tot op heden acht keer tegen elkaar, te beginnen met een vriendschappelijke wedstrijd op 28 april 2007 in Maputo. Het laatste duel, een groepswedstrijd tijdens de COSAFA Cup 2019, werd gespeeld in Durban (Zuid-Afrika) op 28 mei 2019.

## Wedstrijden
| № | Plaats       | Datum            | Competitie                                        | Wedstrijd               | Uitslag |
| - | ------------ | ---------------- | ------------------------------------------------- | ----------------------- | ------- |
| 1 | Maputo       | 28 april 2007    | Vriendschappelijk                                 | Mozambique – Seychellen | 2 – 0   |
| 2 | Maputo       | 2 december 2012  | African Championship of Nations 2014 kwalificatie | Mozambique – Seychellen | 4 – 0   |
| 3 | Roche Caiman | 15 december 2012 | African Championship of Nations 2014 kwalificatie | Seychellen – Mozambique | 1 – 2   |
| 4 | Beira        | 20 juni 2015     | African Championship of Nations 2016 kwalificatie | Mozambique − Seychellen | 5 − 1   |
| 5 | Victoria     | 4 juli 2015      | African Championship of Nations 2016 kwalificatie | Seychellen − Mozambique | 0 − 4   |
| 6 | Phokeng      | 28 juni 2017     | COSAFA Cup 2017                                   | Seychellen − Mozambique | 1 − 2   |
| 7 | Pietersburg  | 31 mei 2018      | COSAFA Cup 2018                                   | Mozambique − Seychellen | 2 − 1   |
| 8 | Durban       | 28 mei 2019      | COSAFA Cup 2019                                   | Seychellen − Mozambique | 0 − 0   |

## Samenvatting
| Competitie                                   | Totaal gespeeld | Winst Mozambique | Gelijk | Winst Seychellen | Doelsaldo Mozambique – Seychellen |
| -------------------------------------------- | --------------- | ---------------- | ------ | ---------------- | --------------------------------- |
| African Championship of Nations-kwalificatie | 4               | 4                | 0      | 0                | 15 − 2                            |
| COSAFA Cup                                   | 3               | 2                | 1      | 0                | 4 − 2                             |
| Vriendschappelijk                            | 1               | 1                | 0      | 0                | 2 − 0                             |
| Totaal                                       | 8               | 7                | 1      | 0                | 21 − 4                            |

FMF · 
A-internationals · 
Mozambikaans vrouwenelftal
1970 – 1979 · 
1980 – 1989 · 
1990 – 1999 · 
2000 – 2009 · 
2010 – 2019 ·
2020 − 2029
Afrika Cup 1986 · 
Afrika Cup 1996 · 
Afrika Cup 1998 · 
Afrika Cup 2010
Algerije ·
Angola ·
Benin ·
Botswana ·
Burkina Faso ·
Centraal-Afrikaanse Republiek ·
Comoren ·
Congo-Brazzaville ·
Congo-Kinshasa ·
Egypte ·
Eritrea ·
Ethiopië ·
Gabon ·
Ghana ·
Guinee ·
Guinee-Bissau ·
Ivoorkust ·
Kaapverdië ·
Kameroen ·
Kenia ·
Lesotho ·
Libië ·
Madagaskar ·
Malawi ·
Mali ·
Marokko ·
Mauritanië ·
Mauritius ·
Namibië ·
Niger ·
Nigeria ·
Oeganda ·
Oman ·
Portugal ·
Rwanda ·
Senegal ·
Seychellen ·
Soedan ·
Somalië ·
Swaziland ·
Tanzania ·
Togo ·
Tunesië ·
Vietnam ·
Zambia ·
Zimbabwe ·
Zuid-Afrika ·
Zuid-Soedan
SFF · A-internationals · Seychels vrouwenelftal
1980 - 1989 · 
1990 - 1999 · 
2000 – 2009 · 
2010 – 2019 ·
2020 − 2029
Algerije ·
Angola ·
Bangladesh ·
Botswana ·
Burkina Faso ·
Burundi ·
Comoren ·
Congo-Kinshasa ·
Eritrea ·
Ethiopië ·
Gabon ·
Gambia ·
Ivoorkust ·
Kenia ·
Lesotho ·
Libië ·
Madagaskar ·
Malawi ·
Malediven ·
Mali ·
Mauritius ·
Mozambique ·
Namibië ·
Nigeria ·
Oeganda ·
Palestina ·
Rwanda ·
San Marino ·
Sierra Leone ·
Soedan ·
Sri Lanka ·
Swaziland ·
Tanzania ·
Tunesië ·
Zambia ·
Zimbabwe ·
Zuid-Afrika ·
Zuid-Soedan